# Sous la surface
Pour la série télévisée britannique, voir Sous la surface (série télévisée).
Sous la surface est le 17e épisode de la saison 5 de la série télévisée Angel.

## Synopsis
Angel et Spike commencent à se préoccuper sérieusement de ce que préparent les Associés Principaux et vont trouver Eve pour qu'elle leur apprenne ce qu'elle sait. Eve refuse de les aider mais, à ce moment-là, les symboles protégeant son appartement disparaissent et elle accepte alors à condition qu'ils la protègent des Associés Principaux. Eve leur révèle que Lindsey en sait long sur les plans des Associés Principaux et Gunn, qui se sent toujours coupable de la mort de Fred, découvre dans quelle dimension démoniaque Lindsey a été enfermé. Angel, Spike et Gunn partent alors le chercher et découvrent que cette dimension est une banlieue résidentielle où Lindsey mène en apparence une vie de rêve avec femme et enfant et a tout oublié de son ancienne existence. Angel rompt le sort d'oubli sous lequel se trouvait Lindsey en lui arrachant un collier qu'il portait mais le groupe est alors attaqué par la femme, l'enfant et tous les voisins de Lindsey et doit trouver refuge dans la cave de la maison. 
De son côté, Wesley tente de faire intégrer à Illyria les bases de l'humanité et du monde moderne alors que Lorne et Harmony sont chargés de veiller sur Eve. La cave où le groupe a trouvé refuge se révèle être en fait une chambre de torture où Lindsey se faisait arracher le cœur par un démon à chaque fois qu'il y descendait. Le démon apparaît et commence à malmener sérieusement Angel et Spike. Gunn leur apprend alors que, pour que Lindsey puisse partir, il faut que quelqu'un d'autre prenne sa place, et il met le collier que portait Lindsey. Angel, Spike et Lindsey sont alors libres de partir alors que la mémoire de Gunn s'efface.
Pendant ce temps, un mystérieux inconnu en costume s'introduit dans les locaux de Wolfram & Hart et se débarrasse facilement d'Harmony qui tentait de l'arrêter. Lorne fuit avec Eve et tous deux rencontrent Angel, Spike et Lindsey, qui viennent de rentrer. L'homme en costume les retrouve, se présentant sous le nom de Marcus Hamilton, et fait signer à Eve un contrat par lequel elle renonce aux privilèges qui lui ont été accordés par les Associés Principaux. Hamilton apprend ensuite à Angel qu'il est désormais son nouvel agent de liaison avec les Associés Principaux. Plus tard, Lindsey apprend à Angel que l'Apocalypse est déjà en marche et, qu'au lieu de combattre en champion, Angel passe son temps à diriger Wolfram & Hart, ce qui était le but de la manœuvre visant à faire diversion.

## Production
Adam Baldwin, interprète de Marcus Hamilton, est le troisième acteur de la distribution principale de Firefly, après Nathan Fillion (qui joue Caleb dans la saison 7 de Buffy contre les vampires) et Gina Torres (qui joue Jasmine dans la saison 4 d'Angel), à interpréter un rôle de méchant dans le Buffyverse. Mercedes McNab est intégrée au générique de la série à partir de cet épisode pour lui rendre un petit hommage car l'équipe de la série venait d'apprendre que celle-ci n'était pas renouvelée. 
La scène du début de l'épisode avec Lorne discutant avec un démon barman a été rajoutée après coup car l'épisode était trop court. Les scènes entre Wesley et Illyria ont été écrites par Joss Whedon.